# Ceroplastes cuneatus
Ceroplastes cuneatus är en insektsart som beskrevs av Hempel 1900. Ceroplastes cuneatus ingår i släktet Ceroplastes och familjen skålsköldlöss. Inga underarter finns listade i Catalogue of Life.